# Línguas tenetearas
As línguas tenetearas formam um ramo de línguas tupi-guaranis faladas no Brasil.

## Línguas
- Teneteara
- Guajajara
- Tembé
- Tapirapé
- Suruí-aiqueuara
- Araueté
- Avá-canoeiro
- Paracanã

### Rodrigues (2013)
Línguas e/ou dialetos segundo Rodrigues (2013):
- Tapirapé
- Avá (Canoeiro)
- Asuriní do Tocantins (Akuáwa)
- Suruí do Tocantins (Majetíre)
- Parakanã
- Guajajára (Tenetehára)
- Tembé (Tenetehára)

### Rodrigues & Cabral (2012)
As línguas segundo Rodrigues e Cabral (2012):
- Avá (Canoeiro, Avá-Canoeiro)
- Tapirapé
- Parakanã (Paracanã, Apiteréwa)
- Asuriní do Tocantins (Assurini, Asuriní do Trocará, Akwáwa)
- Suruí (Suruí do Tocantins, Aikewara, Mudjetíre)
- Tembé (Tenetehára)
- Guajajára (Tenetehára)
- † Turiwára

(† = língua extinta)

### Dietrich (2010)
As línguas segundo Dietrich (2010):
- Grupo Tocantins-Maranhão
  - Asurini do Tocantins/do Trocará/akwawa, ‘índio bravo’
  - Parakanã (autodenominação awareté, ‘gente verdadeira’)
  - Suruí (autodenominação aikewára, ‘nós’ mudjetíre, nome dado pelos kayapós)
- Grupo tenetehara
  - Tembé
  - Guajajara
- Grupo Parque do Xingu
  - Avá-canoeiro
  - Tapirapé (autodenominação ãpyãwa)

## Evolução fonológica
Características mais gerais em relação ao Proto-Tupi-Guarani (PTG):
- conservação das consoantes finais, com ou sem modificações
- fusão de *tx e *ts, ambos mudados em h
- mudança de *pw em kw
- mudança de *pj em tx ou ts
- mudança de *j em tx, ts, s ou z

Exemplos:
- PTG *oker “ele dorme” > Tembé okér, Asuriní do Tocantins óken, Parakanã oken
- PTG *jatxý "lua" > Tembé zahý, Asuriní do Tocantins txahýa, Parakanã txaýa, Tapirapé txãhý; PTG *otsó "ele vai" > Tembé ohó, Asuriní do Tocantins áha
- PTG *opweráb "ele se recupera" > Tembé okweráw
- PTG *atsepják "eu o vejo" > Tembé aetsák, Asuriní do Tocantins aétxang
- PTG *jakaré "jacaré" > Tembé zakaré, Asuriní do Tocantins txakare, Tapirapé txãkãré